# Rockwood/East 188th Avenue megállóhely
Rockwood/East 188th Avenue megállóhely a Metropolitan Area Express kék vonalának, valamint a TriMet autóbuszainak megállója az Oregon állambeli Gresham Rockwood kerületében.
A megálló a Burnside utca és a 188. sugárút kereszteződésében található; a peronok korábban a keresztutca két oldalán helyezkedtek el, de a 2010-es átépítés óta egymással szemben vannak. A felújítás során a keleti irányú peront áthelyezték, a nyugati irányút pedig felújították; a munkálatok alatt a szerelvények a 188. sugárúttól keletre létesített ideiglenes peront használták. A 2011 májusáig tartó felújítás során a peronokat modernizálták, és a biztonságot növelő elemeket építettek be, valamint elhelyezték a „Rockwood Sunshine” fantázianevű, 17,7 méter magas alkotást.
A megálló a megnyitástól 1988-ig a 3-as-, 2012 szeptemberéig, a zónarendszer felszámolásáig pedig a négyes tarifazónába tartozott.

## Autóbuszok
- 25 – Glisan/Rockwood (Gateway Transit Center◄►E 181st Ave)[5]
- 87 – Airport Way/181st Ave (Gateway Transit Center◄►Powell Street)[6]

| Előző állomás                                     |  | Metropolitan Area Express |  | Következő állomás                                     |
| ------------------------------------------------- |  | ------------------------- |  | ----------------------------------------------------- |
| E 181st Avetovább Hatfield Government Center felé |  | Kék vonal                 |  | Ruby Junction/E 197th Avetovább Cleveland Avenue felé |

## Fordítás
- Ez a szócikk részben vagy egészben  a   Rockwood/East 188th Avenue MAX Station című angol Wikipédia-szócikk ezen változatának fordításán alapul.  Az eredeti cikk szerkesztőit annak laptörténete sorolja fel. Ez a jelzés csupán a megfogalmazás eredetét és a szerzői jogokat jelzi, nem szolgál a cikkben szereplő információk forrásmegjelöléseként.